# Rita Coolidge (album)
| Recensione       | Giudizio |
| ---------------- | -------- |
| AllMusic         | [ 1 ]    |
| Robert Christgau | C+       |

Rita Coolidge  è l'album di debutto della cantante statunitense Rita Coolidge, dalla quale fu pubblicato nel febbraio del 1971 su etichetta A&M Records.
L'album, prodotto da David Anderle, contiene in tutto 10 brani.. Tra questi, figurano pezzi scritti da artisti quali Van Morrison, Otis Redding e Neil Young.
Il disco si piazzò al #105 della classifica USA, The Billboard 200.

## Tracce
Lato A
1. That Man Is My Weakness – 3:50 (Donna Weiss, Craig Doerge)
2. Second Story Window – 3:00 (Marc Benno)
3. Crazy Love – 3:35 (Van Morrison)
4. The Happy Song – 3:50 (Otis Redding, Steve Cropper)
5. Seven Bridges Road – 5:55 (Steve Young)

Lato B
1. Born Under a Bad Sign – 4:10 (Booker T. Jones, William Bell)
2. Ain't That Peculiar – 4:02 (William Robinson, Warren Pete Moore, Bobby Rogers)
3. (I Always Called Them) Mountains – 3:47 (Marc Benno)
4. Mud Island – 4:28 (Donna Weiss, Mary Unobsky)
5. I Believe in You – 3:10 (Neil Young)

## Formazione
- Rita Coolidge - voce, cori (solo nel brano: Crazy Love)
- Donald Dunn - basso
- Jim Keltner - batteria, percussioni
- Marc Benno - chitarra
- Booker T. Jones - pianoforte, basso, Fender Rhodes, organo Hammond, chitarra
- Clarence White - chitarra
- Leon Russell - pianoforte, organo Hammond
- Ry Cooder - chitarra
- Spooner Oldham - pianoforte, Fender Rhodes
- Chris Ethridge - basso
- Bobbye Hall Porter - percussioni, tamburello, bonghi, congas
- Jerry McGee - chitarra acustica, dobro, sitar
- Fuzzy Samuels - basso
- Stephen Stills - chitarra acustica
- Jesse Ehrlich - violoncello
- Jerome Kessler - violoncello
- Oliver Mitchell - tromba, flicorno
- Charles Findley - tromba, flicorno
- Al Aarons - tromba, flicorno
- Dalton Smith - tromba, flicorno
- George Bohanon - trombone, flicorno tenore
- Lew McCreary - trombone
- Ernie Tack - trombone
- Jack Redmond - trombone
- Dick Hyde - trombone
- Vince DeRosa - corno francese
- Bill Hinshaw - corno francese
- Arthur Maebe - corno francese
- David Duke - corno francese
- Clifford Scott - sassofono tenore
- Peter Christlieb - sassofono tenore
- Plas Johnson - sassofono tenore, sax alto
- John Kelson - sassofono tenore, clarinetto basso
- Don Menza - sassofono tenore, sassofono alto, clarinetto basso
- Clydie King - cori (The Blackberries) (solo nel brano: Crazy Love)
- Veretta Fields - cori (The Blackberries) (solo nel brano: Crazy Love)
- Shirley Matthews - cori (The Blackberries) (solo nel brano: Crazy Love)
- Priscilla Coolidge - cori (solo nel brano: Crazy Love)
- Donna Weiss - cori (solo nel brano: Crazy Love)
- Graham Nash - cori (solo nel brano: Crazy Love)
- Bob Segarini - cori (solo nel brano: Crazy Love)
- Randy Bishop - cori (solo nel brano: Crazy Love)

Note aggiuntive
- David Anderle - produttore (per la Willow Productions)
- Registrato al Sunset Sound Recorders
- Bruce Botnick - ingegnere delle registrazioni
- Joel Bernstein - fotografia copertina frontale album
- Roland Young - art direction[7]